# Jenbach
Jenbach es una ciudad en la región del Tirol, en Austria, a 36 kilómetros al este de Innsbruck, capital de la provincia. Cuenta con 6.896 habitantes.